# نیکو هیراگا
نیکو هیراگا (انگلیسی: Nico Hiraga؛ زادهٔ ۱۹ دسامبر ۱۹۹۷) ورزشکار اسکیت‌بردینگ و بازیگر آمریکایی است. او به خاطر ایفای نقش در فیلم‌های بوک اسمارت (۲۰۱۹) و موکسی (۲۰۲۱) شناخته می‌شود. او در فوتبالیست‌ها و آیدل نیز ایفای نقش کرده‌است.

## فیلم‌شناسی

### فیلم
| سال  | فیلم                             | نقش      | توضیحات |
| ---- | -------------------------------- | -------- | ------- |
| ۲۰۱۷ | د فلر                            |          | کوتاه   |
| ۲۰۱۷ | تابستان ۱۷ سالگی                 | نیکو     | کوتاه   |
| ۲۰۱۸ | آشپزخانه اسکیت                   | پاتریک   |         |
| ۲۰۱۹ | بوک اسمارت                       | تنر      |         |
| ۲۰۲۱ | هالیوود شمالی                    | جی       |         |
| ۲۰۲۱ | موکسی                            | سث       |         |
| ۲۰۲۲ | سلام، خداحافظ و همه چیز در مابین | اسکاتی   |         |
| ۲۰۲۲ | رزالین                           | استیو    |         |
| TBA  | قایق عشق، تایپه                  | خاویر یه | [ ۸ ]   |

### مجموعه تلویزیونی
| سال  | عنوان       | نقش         | توضیحات                                                          |
| ---- | ----------- | ----------- | ---------------------------------------------------------------- |
| ۲۰۱۸ | فوتبالیست‌ها | نیکو هیراگا | قسمت‌های: The Devil You Know, The Kids Are Alright, No Small Talk |
| ۲۰۲۳ | آیدل        | TBA         | شخصیت دوره‌ای                                                     |